# Dedekinds psifunktion
Inom talteorin är Dedekinds psifunktion den aritmetiska funktionen
{\displaystyle \psi (n)=n\prod _{p|n}\left(1+{\frac {1}{p}}\right).}
Funktionen introducerades av Richard Dedekind.
De första värdena av ψ(n) är:
1, 3, 4, 6, 6, 12, 8, 12, 12, 18, 12, 24, 14, 24, 24, 24, 18, 36, 20, 36, 32, 36, 24, 48, 30, 42, 36, 48, 30, 72, 32, 48, 48, 54, 48, 72, 38, 60, 56, 72, 42, 96, 44, 72, 72, 72, 48, 96, 56, 90, 72, 84, 54, 108, 72, 96, 80, 90, 60, 144, 62, 96, 96, 96, 84, 144, 68, 108, 96, … (talföljd A001615 i OEIS)
ψ(n) är större än n för alla n större än 1 och är jämn för alla n större än 2. Om n är ett kvadratfritt tal är ψ(n) = σ(n).
Genererande funktionen av ψ kan ges med hjälp av Riemanns zetafunktion:
{\displaystyle \sum {\frac {\psi (n)}{n^{s}}}={\frac {\zeta (s)\zeta (s-1)}{\zeta (2s)}}.}
Detta är en konsekvens av {\displaystyle \psi =\mathrm {Id} *|\mu |} (se Dirichletfaltning). 